# Falcataria moluccana
Falcataria moluccana là một loài thực vật có hoa trong họ Đậu. Loài này được (Miq.) Barneby & J.W.Grimes miêu tả khoa học đầu tiên.

## Hình ảnh

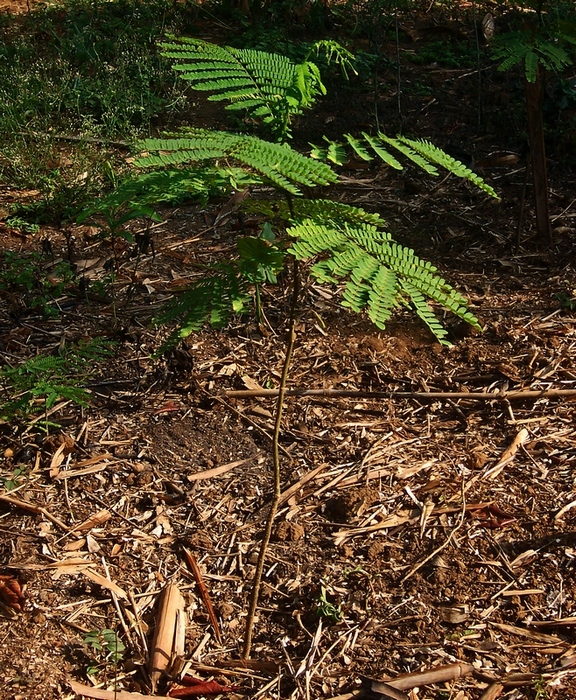
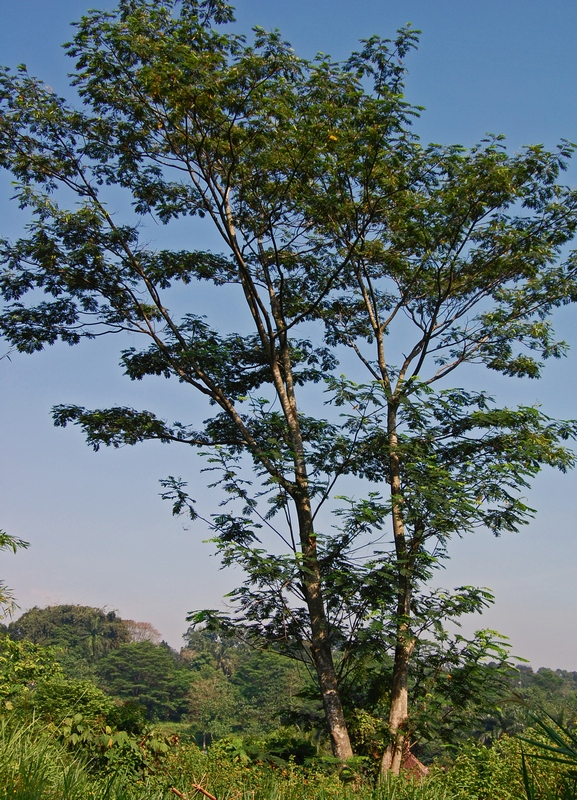
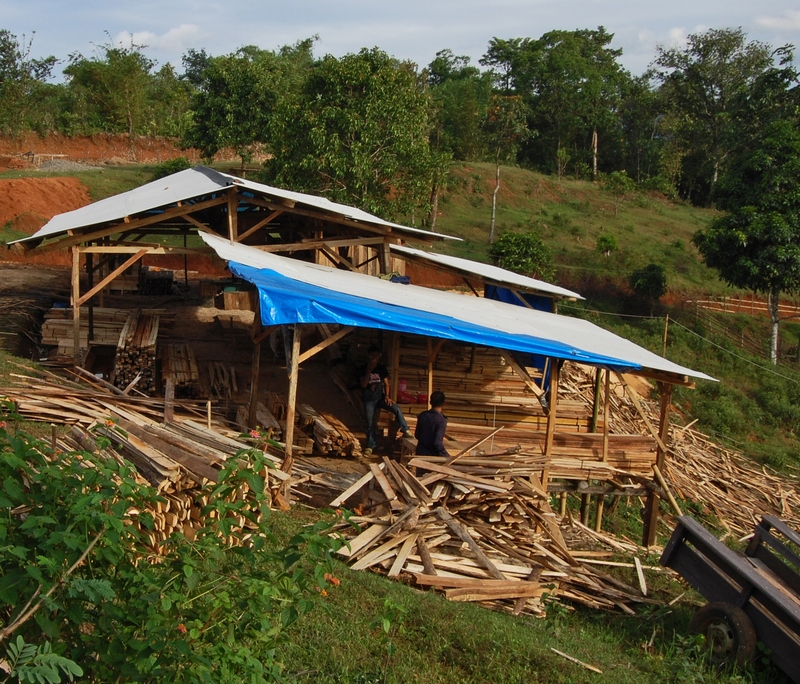
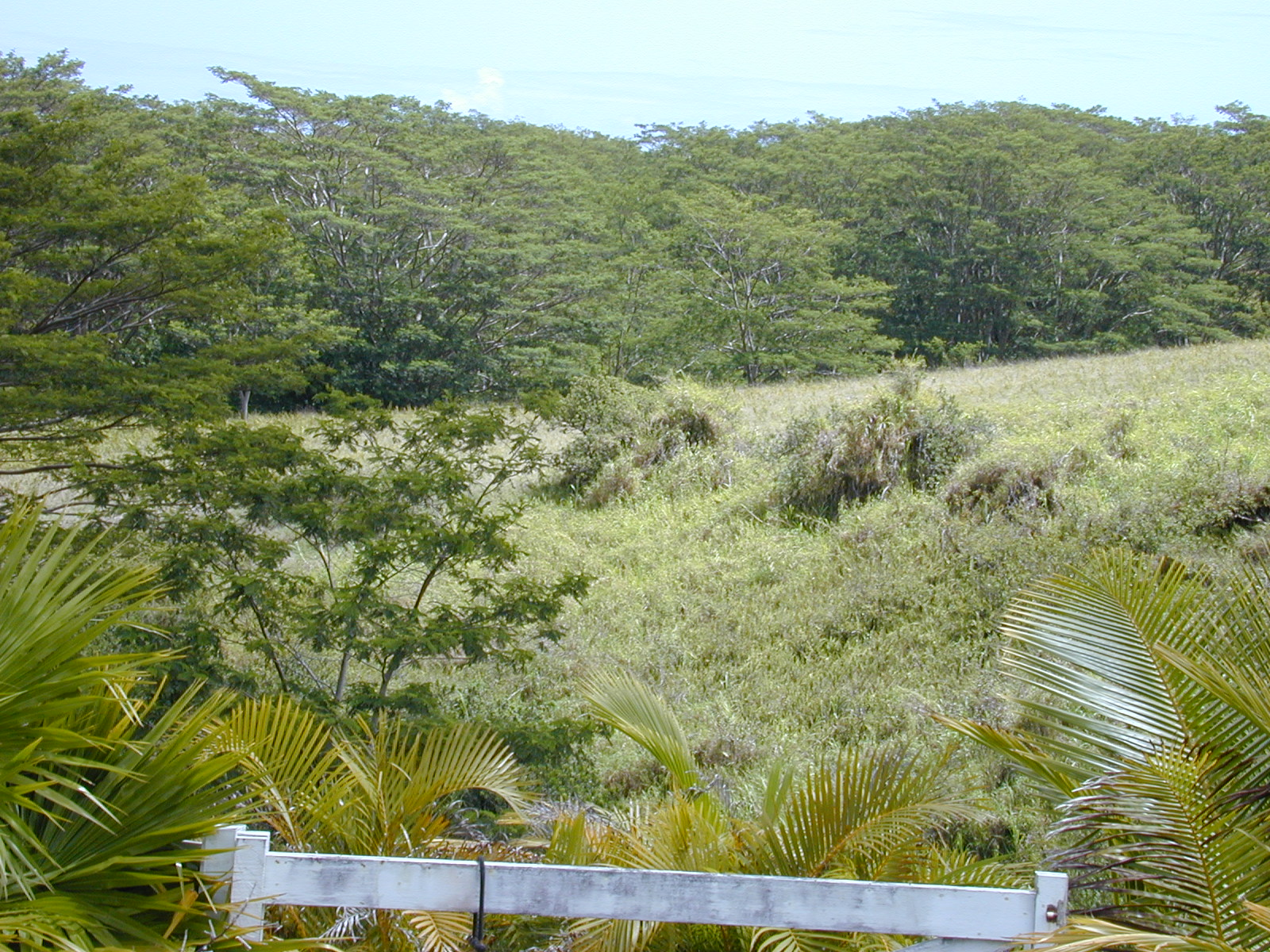